# Aitólie-Akarnánie
Aitólie-Akarnánie (novořecky: Αιτωλοακαρνανία) je moderní řecká regionální jednotka, nacházející se na západě Řecka na pobřeží Jónského moře a Korintského zálivu. Náleží ke kraji Západní Řecko. Zahrnuje celou starověkou Akarnánii, většinu Aitólie, jihovýchod starověkého Epiru a západ Ozolské Lokridy. Má rozlohu 5461 km². V roce 2011 v regionu žilo 210 802 obyvatel. Ve 20. století se mnozí obyvatelé regionu vystěhovali za lepším životem do nedalekých Atén. Hlavním městem je Mesolongi. Největším městem je Agrinio. Další velká města jsou Naupaktos, Aitoliko a Vonitsa. Z přímořského města Antirio vede most Charilaos Trikoupisa, který spojuje Akarnánii s městem Rio na Peloponésu.

## Správní členění
Regionální jednotka Aitólie-Akarnánie se od 1. ledna 2011 člení na 7 obcí:

Obce v regionální jednotce Aitólii-Akarnánii

| číslo na mapce | Obec          | řecky                          | rozloha (km²) | počet obyvatel | hustota zalidnění | sídlo obce |
| -------------- | ------------- | ------------------------------ | ------------- | -------------- | ----------------- | ---------- |
| 1              | Mesolongi     | Δήμος Ιεράς Πόλεως Μεσολογγίου | 674,13        | 34 416         | 51,05             | Mesolongi  |
| 2              | Agrinio       | Δήμος Αγρινίου                 | 1 246,65      | 106 053        | 85,07             | Agrinio    |
| 3              | Aktio-Vonitsa | Δήμος Ακτίου - Βόνιτσας        | 662,94        | 17 370         | 26,20             | Vonitsa    |
| 4              | Amfilochia    | Δήμος Αμφιλοχίας               | 1 091,81      | 17 056         | 15,62             | Amfilochia |
| 5              | Thermo        | Δήμος Θέρμου                   | 333,70        | 8 242          | 24,70             | Thermo     |
| 6              | Nafpaktia     | Δήμος Ναυπακτίας               | 870,38        | 27 800         | 31,94             | Naupactus  |
| 7              | Xiromero      | Δήμος Ξηρομέρου                | 584,82        | 11 737         | 420,07            | Astakos    |